# Gare de Théoule-sur-Mer
Gare de Théoule-sur-Mer vasútállomás Franciaországban, Théoule-sur-Mer településen.

## Vasútvonalak
Az állomást az alábbi vasútvonalak érintik:
- Marseille–Ventimiglia-vasútvonal

## Kapcsolódó állomások
A vasútállomáshoz az alábbi állomások vannak a legközelebb:
- Gare de Mandelieu-la-Napoule
- Gare du Trayas